# Padakõrve
Padakõrve est un village de la Commune de Alatskivi du Comté de Tartu en Estonie.
Au 31 décembre 2011, il compte 3 habitants.